# Plaintel
Plaintel (bret. Pleneventer, gallo Plentèr) – miejscowość i gmina we Francji, w regionie Bretania, w departamencie Côtes-d’Armor.
Według danych na rok 1990 gminę zamieszkiwało 3557 osób, a gęstość zaludnienia wynosiła 133 osoby/km² (wśród 1269 gmin Bretanii Plaintel plasuje się na 139. miejscu pod względem liczby ludności, natomiast pod względem powierzchni na miejscu 338.).